# Danh sách giải thưởng của Trúc Nhân
Trúc Nhân tên đầy đủ là Nguyễn Trúc Nhân (sinh ngày 30 tháng 11 năm 1991 tại Bình Định) là một nam ca sĩ người Việt Nam. Anh từng giành được 5 đề cử và thắng 3 lần cho giải Cống hiến.

## Giải thưởng và đề cử

### Giải thưởng Âm Nhạc Cống Hiến
| Lần | Năm  | Hạng mục              | Đề cử cho                    | Kết quả   |       |
| --- | ---- | --------------------- | ---------------------------- | --------- | ----- |
| 9   | 2014 | Nghệ sĩ mới của năm   | —                            | Đề cử     |       |
| 9   | 2014 | Bài hát của năm       | Bác làm vườn và con chim sâu | Đề cử     |       |
| 10  | 2015 | Bài hát của năm       | Bốn chữ lắm                  | Đoạt giải |       |
| 11  | 2016 | Bài hát của năm       | Thật bất ngờ                 | Đoạt giải | [ 1 ] |
| 11  | 2016 | Video âm nhạc của năm | Thật bất ngờ                 | Đoạt giải | [ 1 ] |

### Làn Sóng Xanh
| Lần | Năm  | Hạng mục                           | Đề cử cho                   | Kết quả   |       |
| --- | ---- | ---------------------------------- | --------------------------- | --------- | ----- |
| 17  | 2014 | Single của năm                     | Bốn chữ lắm                 | Đề cử     | [ 2 ] |
| 17  | 2014 | Nam ca sĩ triển vọng               | —                           | Đoạt giải | [ 2 ] |
| 17  | 2014 | Hòa âm phối khí                    | Bốn chữ lắm                 | Đoạt giải | [ 2 ] |
| 17  | 2014 | Bài hát hiện tượng                 | Bốn chữ lắm                 | Đoạt giải | [ 2 ] |
| 20  | 2017 | Hòa âm phối khí                    | Ngồi hát đỡ buồn            | Đề cử     | [ 3 ] |
| 21  | 2018 | Sự kết hợp xuất sắc                | Người ta có thương mình đâu | Đề cử     |       |
| 23  | 2020 | Nam ca sĩ của năm                  | —                           | Đề cử     | [ 4 ] |
| 23  | 2020 | MV của năm                         | Lớn rồi còn khóc nhè        | Đề cử     | [ 4 ] |
| 23  | 2020 | Hòa âm khối khí                    | Sáng mắt chưa               | Đề cử     | [ 4 ] |
| 23  | 2020 | Ca sĩ đột phá                      | —                           | Đề cử     | [ 4 ] |
| 23  | 2020 | Bài hát hiện tượng                 | Sáng mắt chưa               | Đề cử     | [ 4 ] |
| 23  | 2020 | Top 10 ca khúc được yêu thích nhất | Sáng mắt chưa               | Đoạt giải | [ 4 ] |
| 25  | 2022 | Top 10 ca khúc được yêu thích nhất | Có không giữ mất đừng tìm   | Đoạt giải | [ 5 ] |
| 25  | 2022 | Nam ca sĩ của năm                  | —                           | Đoạt giải | [ 5 ] |
| 25  | 2022 | MV của năm                         | Có không giữ mất đừng tìm   | Đoạt giải | [ 5 ] |

### Giải Mai Vàng
| Lần | Năm  | Hạng mục | Đề cử cho   | Kết quả   |             |
| --- | ---- | -------- | ----------- | --------- | ----------- |
| 20  | 2014 | Ca khúc  | Bốn chữ lắm | Đoạt giải | [ 6 ] [ 7 ] |

### Bài hát Việt
| Lần | Năm  | Hạng mục                                  | Đề cử cho   | Kết quả   |       |
| --- | ---- | ----------------------------------------- | ----------- | --------- | ----- |
| 8   | 2013 | Ca sĩ trình bày hiệu quả nhất             | —           | Đoạt giải |       |
| 9   | 2014 | Bài hát của năm                           | Bốn chữ lắm | Đoạt giải | [ 8 ] |
| 9   | 2014 | Bài hát của tháng                         | Bốn chữ lắm | Đoạt giải | [ 8 ] |
| 9   | 2014 | Giải thưởng do Hội đồng báo chí bình chọn | Bốn chữ lắm | Đoạt giải | [ 8 ] |

### HTV Awards
| Lần | Năm  | Hạng mục                          | Đề cử cho   | Kết quả |       |
| --- | ---- | --------------------------------- | ----------- | ------- | ----- |
| 9   | 2015 | Video ca nhạc được yêu thích nhất | Bốn chữ lắm | Đề cử   | [ 9 ] |
| 10  | 2016 | Nam ca sĩ được yêu thích nhất     | —           | Đề cử   |       |

### Zing Music Awards
| Lần | Năm  | Hạng mục                     | Đề cử cho                 | Kết quả   |        |
| --- | ---- | ---------------------------- | ------------------------- | --------- | ------ |
| 5   | 2014 | Ca khúc của năm              | Bốn chữ lắm               | Đề cử     | [ 10 ] |
| 5   | 2014 | MV của năm                   | Bốn chữ lắm               | Đoạt giải | [ 10 ] |
| —   | 2022 | 10 nghệ sĩ xuất sắc nhất năm | —                         | Đoạt giải | [ 11 ] |
| —   | 2022 | 10 ca khúc xuất sắc nhất năm | Có không giữ mất đừng tìm | Đoạt giải | [ 11 ] |

### Wechoice Awards
| Lần | Năm  | Hạng mục                                 | Đề cử cho     | Kết quả   |        |
| --- | ---- | ---------------------------------------- | ------------- | --------- | ------ |
| 1   | 2014 | Nam ca sĩ trẻ của năm                    | —             | Đề cử     | [ 12 ] |
| 1   | 2014 | Bài hát của năm                          | Bốn chữ lắm   | Đề cử     | [ 12 ] |
| 2   | 2015 | 5 nghệ sĩ có hoạt động đột phá trong năm | —             | Đề cử     | [ 12 ] |
| 2   | 2015 | Playlist truyền cảm hứng                 | Thật bất ngờ  | Đoạt giải | [ 12 ] |
| 6   | 2019 | Music Video của năm                      | Sáng mắt chưa | Đề cử     | [ 12 ] |

### Pops Awards
| Lần | Năm  | Hạng mục                            | Đề cử cho    | Kết quả   |        |
| --- | ---- | ----------------------------------- | ------------ | --------- | ------ |
| 1   | 2014 | Video ca nhạc được cover nhiều nhất | Bốn chữ lắm  | Đoạt giải |        |
| 3   | 2016 | Ca sĩ của năm                       | —            | Đoạt giải | [ 13 ] |
| 3   | 2016 | Top 3 video ca nhạc của năm         | Thật bất ngờ | Đề cử     | [ 13 ] |
| 6   | 2019 | Top 10 thành tựu                    | —            | Đoạt giải | [ 14 ] |

### Yan Vpop 20 Awards
| Lần | Năm  | Hạng mục          | Đề cử cho | Kết quả   |  |
| --- | ---- | ----------------- | --------- | --------- |  |
| 5   | 2014 | Nam ca sĩ đột phá | —         | Đoạt giải |  |
| 5   | 2014 | Top 20 ca sĩ      | —         | Đoạt giải |  |

### Vietnam Top Hit
| Lần | Năm  | Hạng mục                    | Đề cử cho    | Kết quả   |  |
| --- | ---- | --------------------------- | ------------ | --------- |  |
| 1   | 2015 | Top 5 dự án âm nhạc của năm | —            | Đoạt giải |  |
| 1   | 2015 | Top ca khúc hit             | Thật bất ngờ | Đoạt giải |  |

### Ngôi sao của năm
| Năm  | Hạng mục         | Đề cử cho | Kết quả |  |
| ---- | ---------------- | --------- | ------- |  |
| 2019 | Ngôi sao âm nhạc | —         | Đề cử   |  |

### Khác
- Giải nhất cuộc thi Văn Lang Idol năm 2009